# Parc d'État St. George Island
Le Parc d'État St. George Island (en anglais St. George Island State Park), également connu sous le nom de Dr Julian G. Bruce St. George Island State Park, est un parc d'État de Floride situé à l'extrémité est de l'île Saint Georges, au sud-est d'Eastpoint, dans le nord-ouest de la Floride aux États-Unis.

## Géographie
L'accès au parc se fait par la US 98, par un pont de 6,4 km de long. L'adresse est : 1900 E. Gulf Beach Drive.
En 2013, Forbes a classé la plage du parc d'État de St. George Island comme la troisième meilleure plage des États-Unis. 

## Faune et flore
Les tortues marines et les oiseaux de rivage tels que le pluvier neigeux, la sterne naine, le bec-en-ciseaux noir et le chevalier semipalmé nichent dans le parc pendant l'été.
Les pêcheurs peuvent pêcher la plie, le vivaneau rouge du Nord, le tambour rouge, la truite de mer, le pompaneaux, le merlan, le maquereau espagnol et d'autres poissons au large de la plage ou dans la baie.